# Пломбированный вагон
«Пломбиро́ванный ваго́н» — установившееся в историографии название трёх поездов, в которых, следуя из Швейцарии через Германию в Россию в апреле 1917 года, проехала большая группа российских революционеров-эмигрантов.
В более узком употреблении под «пломбированным вагоном» подразумевается только тот вагон первого из поездов, в котором через Германию перемещался Владимир Ленин.

## Идея поездки через Германию
Возвращение интернированных российских подданных во время Первой мировой войны было совершенно обыкновенным делом. Так, например, в 1915 году через Германию и Швецию возвратился известный социолог Максим Максимович Ковалевский, член Государственного совета Российской империи. В Петербурге ему устроили торжественный приём, на котором присутствовал Павел Николаевич Милюков.
17 марта 1917 года Коллонтай, Пятаков, Бош и Ганецкий телеграфируют Ленину, что ему необходимо вернуться в Россию. Ленин отвечал, что выехать из Швейцарии очень затруднительно. Вечером появляется сообщение о том, что Временное правительство объявило амнистию «по делам политическим и религиозным», поэтому Ленин 18 марта поручает Валентине Морточкиной, жене большевика Георгия Сафарова, узнать в британском посольстве, возможно ли ему вернуться через Великобританию. На запрос Ленина последовал отрицательный ответ.
19 марта в Берне состоялось совещание российских политических эмигрантов разной партийной принадлежности. Юлий Осипович Мартов предложил на этом совещании план проезда через Германию в обмен на интернированных немцев.
Февральская революция побудила немцев, оказавшихся в безвыходном положении в условиях затяжной войны, на поиск реальных возможностей вывода из войны России и после этого — решительной победы Германии на Западе. Начальник штаба Восточного фронта генерал Макс Гофман впоследствии вспоминал: «Разложение, внесённое в русскую армию революцией, мы естественно стремились усилить средствами пропаганды. В тылу кому-то, поддерживавшему отношения с жившими в Швейцарии в ссылке русскими, пришла в голову мысль использовать некоторых из этих русских, чтобы ещё скорее уничтожить дух русской армии и отравить её ядом». По словам Гофмана, через депутата Маттиаса Эрцбергера этот «кто-то» сделал соответственное предложение министерству иностранных дел; в результате появился знаменитый «пломбированный вагон», доставивший Ленина и других эмигрантов через Германию в Россию.
В 1921 году в печати всплыло и имя инициатора: это был известный социал-демократ Александр Парвус, действовавший через германского посла в Копенгагене Ульриха фон Брокдорф-Ранцау. По словам У. Брокдорфа-Ранцау, идея А. Л. Парвуса нашла поддержку в МИДе у барона Гельмута фон Мальцана и у депутата рейхстага Маттиаса Эрцбергера, руководителя военной пропаганды; они убедили канцлера Теобальда Бетман-Гольвега, который и предложил Ставке (то есть Вильгельму II, Паулю фон Гинденбургу и Эриху Людендорфу) осуществить «гениальный манёвр». Эти сведения нашли подтверждение с опубликованием документов германского МИДа. В книге Збинекв Земана и В. Шарлау приводится обширный отчёт У. Брокдорфа-Ранцау о встрече с А. Л. Парвусом, который поставил вопрос о необходимости приведения России в состояние хаоса путём поддержки наиболее радикальных элементов. В меморандуме, составленном по итогам бесед с Парвусом, Брокдорф-Ранцау писал:

«Я считаю, что, с нашей точки зрения, предпочтительнее поддержать экстремистов, так как именно это быстрее всего приведёт к определённым результатам. Со всей вероятностью, месяца через три можно рассчитывать на то, что дезинтеграция достигнет стадии, когда мы сможем сломить Россию военной силой».

В результате канцлер уполномочил германского посла в Берне Гисберта фон Ромберга войти в контакт с русскими эмигрантами и предложить им проезд в Россию через Германию. Одновременно (3 апреля) МИД запросил у казначейства 3 млн марок на пропаганду в России, каковые и были выделены.

## Отказ Ленина Парвусу
Тем временем Парвус попытался действовать независимо от МИДа: получив согласие Генерального штаба, он попросил Ганецкого известить Ленина, что поездка его и Григория Зиновьева через Германию организована, но не сказал ясно, из какого источника оказана помощь. В Цюрих был послан агент Георг Скларц для организации поездки, причём в первую очередь предполагалась переправка Ленина и Зиновьева. Однако с первой попытки дело сорвалось: Ленин опасался быть скомпрометированным. 24 марта Зиновьев, по просьбе Ленина, телеграфирует Ганецкому: «Письмо отправлено. Дядя (то есть Ленин) хочет знать более подробно. Официальный проезд только нескольких лиц — неприемлемо». Когда же Скларц, вдобавок к предложению переправки только Ленина и Зиновьева, предложил покрыть их расходы, Ленин прервал переговоры. 28 марта он телеграфировал Ганецкому: «Берлинское разрешение для меня неприемлемо. Или швейцарское правительство получит вагон до Копенгагена, или русское договорится об обмене всех эмигрантов на интернированных немцев», после чего просит его узнать возможность проезда через Англию. 30 марта Ленин пишет Ганецкому: «Пользоваться услугами людей, имеющих касательство к издателю „Колокола“ (то есть Парвусу) я, конечно, не могу» — и вновь предлагает план обмена эмигрантов на интернированных немцев (план этот принадлежал Юлию Мартову). Сергей Мельгунов утверждал, что письмо, адресованное человеку, имеющему непосредственное «касательство к издателю „Колокола“», было рассчитано на распространение в партийных кругах и обработку партийного общественного мнения, тогда как решение о возвращении через Германию было Лениным уже принято.

## Организация поездки
31 марта Ленин от имени партии телеграфирует швейцарскому социал-демократу Роберту Гримму, первоначально выступавшему посредником в переговорах между большевиками и немцами (затем эту роль стал играть Фридрих Платтен) решение «безоговорочно принять» предложение о проезде через Германию и «тотчас же организовать эту поездку».
На следующий день он требует от Ганецкого денег на поездку: «Выделите две тысячи, лучше три тысячи крон для нашей поездки. Намереваемся выехать в среду (4 апреля) минимум 10 человек». Вскоре он пишет Инессе Арманд: «Денег на поездку у нас больше, чем я думал, человек на 10-12 хватит, ибо нам здорово (подчёркнуто в тексте) помогли товарищи в Стокгольме».
Немецкий левый социал-демократ Пауль Леви уверял, что именно он оказался посредствующим звеном между Лениным и посольством в Берне (и МИДом Германии), одинаково горячо стремившимися первый — попасть в Россию, вторые — переправить его туда; когда Леви связал Ленина с послом Германии фон Ромбергом, Ленин сел составлять условия проезда — и они безоговорочно принимались.
Заинтересованность немцев была так велика, что кайзер лично распорядился дать Ленину копии официальных германских документов (как материал для пропаганды о «миролюбии» Германии), а Генеральный штаб был готов пропустить «пломбированный вагон» непосредственно через фронт, если Швеция откажется принять российских революционеров. Однако Швеция согласилась. Условия проезда были подписаны 4 апреля. Текст договора гласил:
Условия проезда русских эмигрантов через Германию

1. Я, Фриц Платтен, сопровождаю за полной своей ответственностью и на свой риск вагон с политическими эмигрантами и беженцами, возвращающимися через Германию в Россию.

2. Сношения с германскими властями и чиновниками ведутся исключительно и только Платтеном. Без его разрешения никто не вправе входить в вагон.

3. За вагоном признаётся право экстерриториальности. Ни при въезде в Германию, ни при выезде из неё никакого контроля паспортов или пассажиров не должно производиться.

4. Пассажиры будут приняты в вагон независимо от их взглядов и отношений к вопросу о войне или мире.

5. Платтен берёт на себя снабжение пассажиров железнодорожными билетами по ценам нормального тарифа.

6. По возможности, проезд должен быть совершён без перерыва. Никто не должен ни по собственному желанию, ни по приказу покидать вагона. Никаких задержек в пути не должно быть без технической к тому необходимости.

7. Разрешение на проезд даётся на основе обмена на германских или австрийских военнопленных или интернированных в России.

8. Посредник и пассажиры принимают на себя обязательство персонально и в частном порядке добиваться у рабочего класса выполнения пункта 7-го.

9. Наивозможно скорое совершение переезда от Швейцарской границы к Шведской, насколько это технически выполнимо.

Берн — Цюрих. 4 апреля (22марта. Н. М.) 1917 г.

(Подписал) Фриц Платтен

Секретарь Швейцарской Социалистической Партии

Относительно пункта 7 профессор Сергей Пушкарёв полагает, что, поскольку большевики не входили в правительство и не имели большинства в Советах, а потому реально произвести обмен пленными не могли бы — пункт не имел никакого практического смысла и был включён Лениным исключительно для того, чтобы у стороннего читателя сложилось впечатление равноправного характера договора.

## Поездка
Понимая двусмысленность полученного официального разрешения на проезд через территорию враждебной страны, ведущей войну против государства, чьим подданным он являлся, Ленин принял меры, чтобы не допустить чрезмерной огласки самого факта отъезда. Однако этого избежать не удалось, и даже Вильгельм II, узнав об этом мероприятии из газет, высказал пожелание снабдить отъезжающих полезными для антироссийской пропаганды материалами.

Тем не менее, как отмечал немецкий атташе, обязанный доложить об успехе начала операции, на вокзале в Цюрихе собралась внушительная толпа патриотически настроенных эмигрантов числом около сотни человек, выкрикивавших обвинения отъезжавшим в национальном предательстве и предсказания, что все они будут повешены в России как еврейские провокаторы. В ответ на это при отходе поезда его пассажиры исполнили хором «Интернационал». Некоторое время пассажиры исполняли и другие песни революционного репертуара, в том числе «Марсельезу», чем весьма досаждали сопровождавшим офицерам не только проявляемой бестактностью, но и нарушением маскировки. В результате Ф. Платтен был вынужден запретить эту практику.
В 15 часов 10 минут 9 апреля 32 российских эмигранта выехали из Цюриха до пограничной германской станции «Готтмадинген». Там они пересели в опломбированный вагон. Их сопровождали двое офицеров германского Генерального штаба — капитан фон Планец (нем. von Planetz) и лейтенант фон Буринг (von Buhring), который бегло говорил по-русски.
Уинстон Черчилль как-то заметил, что Ленин был ввезён в Россию в пломбированном вагоне «как чумная бацилла». Исследования ранее неизвестных документов показали, что это заявление преувеличено. На самом деле в вагоне были опломбированы лишь три из имевшихся в нём четырёх дверей. Последняя использовалась для общения с внешним миром, проводимого под контролем Платтена и двоих сопровождавших немецких офицеров, в том числе для получения газет и покупки молока для детей. По идее Ленина в коридоре была проведена по полу мелом черта, означавшая границу экстерриториальности, отделявшая немцев от большевиков. Им же была установлена выдача входных билетов на посещение туалета, что предотвратило его блокирование на длительное время любителями покурить. Между тем, многие исследователи и участники поездки (например, Карл Радек) отрицали факт пломбирования вагонов и утверждали, что имело место лишь обещание не покидать вагонов.
Вагон почти безостановочно проследовал через Германию до станции «Засниц», где эмигранты пересели на пароход «Королева Виктория» и переправились в Швецию. В Треллеборге их встретил Ганецкий, в сопровождении которого Ленин 13 апреля прибыл в Стокгольм. В пути Ленин старался воздерживаться от всяких компрометирующих контактов; в Стокгольме он отказался от встречи с Парвусом, потребовав засвидетельствовать это трёх лиц, включая Радека, однако при этом сам Радек провёл с Парвусом почти весь день (13 апреля), ведя с ним переговоры с санкции Ленина. «Это была решающая и совершенно секретная встреча», — пишут Земан и Шарлау; существуют предположения, что именно на ней было обговорено финансирование большевиков. При этом Ленин старался создать впечатление отсутствия денежных средств: он обращался за помощью, брал деньги у российского консула и т. д.; по возвращении же предъявил расписки: «300 шведских крон я получил пособия от русского консула в Haparanda (из Татьянинского фонда). Доплатил я 472 руб. 45 коп. Эти деньги, взятые мною в долг, я желал бы получить из Комитета помощи ссыльным и эмигрантам». Однако, по впечатлению шведских социал-демократов, прося о помощи, Ленин явно «переигрывал», так как шведы точно знали, что деньги у большевиков были. Парвус после отъезда Ленина направился в Берлин и имел там продолжительную аудиенцию у статс-секретаря Циммермана.
Затем поезд проследовал около 1000 км в городок Хапаранда на шведско-финской границе, где находилась таможня. Хапаранда была бойким местом контрабанды. Через этот же город шли в Россию пропагандистские материалы и в обе стороны денежные суммы.

## Списки пассажиров
Списки взяты из газеты В. Бурцева «Общее дело» за 14.10.1917 и 16.10.1917.

### Ленинский вагон
1. Ульянов, Владимир Ильич, род. 22 [10] апреля 1870 г. Симбирск
2. Сулиашвили, Давид Сократович, род. 8 марта 1884 г. Сурам, Тифл. губ
3. Ульянова, Надежда Константиновна, род. 14 февр. 1869 г. в Петрограде
4. Арманд, Инесса Фёдоровна, род. в 1874 г. в Париже
5. Сафаров, Георгий Иванович, род. 3 ноября 1891 г. в Петрограде
6. Морточкина, Валентина Сергеевна, род. 28 февраля 1891 г
7. Харитонов, Моисей Мотьков, род. 17 февраля 1887 г. в Николаеве
8. Арманд-Константинович, Анна Евгеньевна, род. 19 авг. 1866 г. в Москве
9. Усиевич, Григорий Александрович, род. 6 сентября 1890 г. в Чернигове
10. Кон, Елена Феликсовна, род. 19 февраля 1893 г. в Якутске
11. Раввич, Сарра Наумовна, род. 1 августа 1879 г. в Витебске
12. Цхакая, Михаил Григорьевич [Миха], род. 2 января 1865 г
13. Сковно, Абрам Анчилович, род. 15 сентября 1888 г
14. Радомысльский [Г. Зиновьев], Овсей Гершен Аронович, 20 сентября 1882 г. в Елисаветграде
15. Радомысльская, Злата Эвновна, род. 15 января 1882 г.
16. Радомысльский, Стефан Овсеевич, род. 17 сентября 1913 г.
17. Рывкин, Залман Бэр Ошерович, род. 15 сентября 1883 г. в Велиже
18. Слюсарева, Надежда Михайловна, род. 25 сентября 1886 г.
19. Гоберман, Михаил Вульфович, род. 6 сентября 1892 г. в Москве
20. Абрамович, Шая Зеликов, род. 27 марта 1881 г.
21. Линде, Иоган Арнольд Иоганович, род. 6 сентября 1888 г. в Гольдингене
22. Бриллиант [Сокольников], Григорий Яковлевич, род. 2 августа 1888 г. в Ромнах,
23. Мирингоф, Илья Давидович, род. 25 октября 1877 г. в Витебске
24. Мирингоф, Мария Ефимовна, род. 1 марта 1886 г. в Витебске
25. Розенблюм, Давид Мордухович, род. 9 августа 1877 г. в Борисове
26. Пейнесон, Семён Гершович, род. 18 декабря 1887 г. в Риге
27. Гребельская, Фаня Зосимовна, род. 19 апреля 1891 г. в Бердичеве
28. Поговская, Буня Хемовна, род. 19 июля 1889 г. в Рикинах (при ней — сын Рувим, род. 22 мая 1913 г.)
29. Айзенбунд, Меер Кивов, род. 21 мая 1881 г. в Слуцке

Другие возвращенцы

### Российская социал-демократическая рабочая партия (РСДРП)
1. Аксельрод, Товия Лейзерович, с женой
2. Аптекман, Иосиф Васильевич
3. Асиариани, Сосипатр Самсонович
4. Авдеев, Иван Ананьевич, с женой и сыном
5. Бронштейн (Семковский), Семён Юльевич, с женой
6. Беленький, Захарий Давидович, с женой и ребёнком
7. Богрова, Валентина Леонидовна
8. Бронштейн, Роза Абрамовна
9. Беленький, Абрам Яковлевич [Хацкелевич]
10. Баугидзе, Самуил Григорьевич
11. Войков, Пётр Григорьевич [Лазаревич]
12. Ванадзе, Александр Семёнович
13. Гишвалинер, Пётр Иосифович
14. Гогиашвили, Поликарп Давидович, с женой и ребёнком
15. Гохблит, Матвей Иосифович
16. Гудович
17. Геронимус, Иосиф Борисович
18. Герштен
19. Жвиф (Макар), Семён Моисеевич
20. Добровицкий, Захарий Лейбович
21. Долидзе, Соломон Яссеевич
22. Иофе, Давид Наумович, с женой
23. Коган, Владимир Абрамович
24. Копельман
25. Коган, Израиль Иеремиевич, с женой и ребёнком
26. Кристи, Михаил Петрович
27. Левина
28. Левитман, Либа Берковна
29. Левин, Иохим Давидович
30. Людвинская, Татьяна Фёдоровна
31. Лебедев (Полянский), Павел Иванович, с женой и ребёнком
32. Луначарский, Анатолий Васильевич
33. Мендер (3. Орлов), Фёдор Иванович
34. Мгеладзе, Власа Джарисманович
35. Мунтян, Сергей Фёдорович, с женой
36. Маневич, Абрам Эвель Израилевич, с женой
37. Мовшович, Моисей Соломонович, с женой и ребёнком
38. Мануильский, Дмитрий Захарьевич с женой и 2 детьми
39. Назарьев-Павлов Михаил Федотович (Федорович)
40. Осташинская, Роза Гирш-Араповна
41. Оржеровский, Марк с женой и ребёнком
42. Пикер (Мартынов), Семён Юльевич, с женой и ребёнком
43. Повес (Астров), Исаак Сергеевич
44. Позин, Владимир Иванович
45. Пшиборовский, Стефан Владиславович
46. Пластинин, Никандр Фёдорович, с женой и ребёнком
47. Рохлин, Мордха Вульфович
48. Райтман, с женой и ребёнком
49. Рабинович (Скенрер), Пиля Иосифовна
50. Рузер, Леонид Исаакович, с женой
51. Рязанов [Гольдендах], Давид Борисович, с женой
52. Розенблюм, Герман Хаскелевич
53. Соколинская, Гитля Лазаревна, с мужем
54. Сокольникова, с ребёнком
55. Сагредо, Николай Петрович, с женой
56. Строева
57. Салакая, Иосиф Бежанович
58. Туркин, Михаил Павлович
59. Певзая, Виктор Васильевич
60. Финкель, Моисей Адольфович
61. Хаперия, Константин Алексеевич
62. Цедербаум (Мартов), Юлий Осипович
63. Шейкман, Аарон Лейбович
64. Шифрин, Натан Калманович
65. Эренбург, Илья Лазаревич

### Всеобщий еврейский рабочий союз в Литве, Польше, России (БУНД)
1. Альтер, Эстера Израилевна, с ребёнком
2. Барак
3. Болтин, Лейзер Хаимович
4. Вейнберг, Маркус Арапович
5. Гальперин
6. Дранкин, Вульф Меерович, с женой и ребёнком
7. Димент, Лейзер Нахумович
8. Дрейзеншток, Анна Мееровна
9. Занин, Майром Менашеевич
10. Иоффе, Пинкус Иоселевич
11. Идельсон, Марк Липманович
12. Клавир, Лев Соломонович
13. Конторский, Самуил Сруль Давыдович
14. Любинский, Мечислав Абрам Осипович, с женой и ребёнком
15. Левит (Геллерт-Левит), Эйдель Мееровна, с ребёнком
16. Люксембург, Моисей Соломонович
17. Липнин, Иуда Лейбович
18. Меерович, Мовша Гилелевич
19. Лернер, Давид
20. Махлин, Тайва-Зейлик Зельманович
21. Тусенев, Исаак Маркович
22. Раков, Моисей Ильич
23. Нахимзон, Меер Ицкович
24. Рейн (Абрамович), Рафаил Абрамович, с женой и 2 детьми
25. Розен, Хаим Иудович, с женой
26. Скептор, Яков Лейбинович
27. Слободский, Валентин Осипович
28. Светицкий, А. А.
29. Хёфель, Абрам Яковлевич
30. Пиклис, Меер Бенционович
31. Цукерштейн, Соломон Срулевич с 2 детьми
32. Шейнис, Исер Хаимович
33. Шейнберг

### Социал-демократия Королевства Польского и Литвы (СДКПиЛ)
1. Гольдблюм, Роза Маврикиевна

### Латышская социал-демократическая рабочая партия
1. Урбан, Эрнст Иванович, с женой и ребёнком
2. Шустер, Иван Германович, с женой и ребёнком

### Литовская социал-демократическая партия
1. Мартна, Михаил Юрьевич

### Польская социалистическая партия (ППС)
1. Кон, Феликс Яковлевич
2. Левинзон (Лапинский), Меер Абрамович
3. Шпаковский, Ян Игнатий Александрович

### Партия социалистов-революционеров (эсеры)
1. Веснштейн, Израиль Аронович
2. Виноградова, Елизавета Иевровна
3. Гавронский, Дмитрий Осипович
4. Кальян, Евгения Николаевна
5. Клюшин, Борис Израилевич, с женой
6. Левинзон, Меер Абрамович, с женой и ребёнком
7. Лункевич, Зоя Павловна
8. Дахлин, Давид Григорьевич, с женой и ребёнком
9. Натансон (Бобров), Марк Андреевич, с женой (В. И. Александрова)
10. Балеева (Урес), Мария Александровна, с ребёнком
11. Перель, Ревекка Авраамовна
12. Прошьян, Трон Першович
13. Розенберг, Лев Иосифович с женой и 2 детьми
14. Устинов (Безземельный), Алексей Михайлович
15. Ульянов, Григорий Карпович
16. Фрейфельд, Лев Владимирович, с женой и ребёнком
17. Шепшелевич Леонид Абрамович с женой Аустрой Тиавайс и 2 детьми

### Анархисты-коммунисты
1. Буцевич, Александр Станиславович
2. Вьюгин, Яков с женой и 2 детьми
3. Гитерман, Абрам Моисеевич, с женой и ребёнком
4. Гольдштейн, Абрам Борисович
5. Юстин, Давид
6. Липдиц, Ольга с ребёнком
7. Максимов (Ястржембский), Тимофей Фёдорович
8. Миллер, Абрам Липович, с женой и 2 детьми
9. Рубинчик, Эфраим Абрам Аронов
10. Ривкин, Абрам Яковлевич
11. Сегалов, Абрам Вульфович, с женой
12. Скутельский, Иосиф Исакович
13. Тойбисман, Ветя Израилевна
14. Шмулевич, Эстер Исааковна

### Еврейская социал-демократическая рабочая партия «Поалей цион» (ЕСДРП ПЦ)
1. Воловнина, Аласса Овсеевна
2. Динес, Ривка Хаимовна
3. Кара

### Сионистско-социалистическая рабочая партия (ССРП)
1. Розенберг, Лев Иосифович

### «Дикие» (заявили себя как не принадлежащих к какой-либо партии)
1. Авербух, Шмуль Лейб Иосифович
2. Балабанова, Анжелика Исааковна
3. Брагинский, Монус Осипович
4. Гониондский, Иосиф Абрамович
5. Киммель, Иоган Вольдемар
6. Караджай, Георгий Артемьевич, с женой
7. Зифельдт-Симумяги, Артур Рудольфович
8. Марарам, Эля Эвельчевна
9. Макарова, Ольга Михайловна
10. Мейснер, Иван Иванович, с женой и 2 детьми
11. Одоевский (Северов), Афанасий Семёнович
12. Окуджава, Владимир Степанович
13. Рашковский, Хаим Пинкусович
14. Слободский, Соломон Мордкович
15. Соколов, Павел Яковлевич
16. Стучевский, Павел Владимирович
17. Трояновский, Константин Михайлович
18. Шапиро, Марк Леопольдович

Списки даются в том виде (с возможными погрешностями), в каком они напечатаны В. Бурцевым в газете «Общее дело». Даты рождений приводятся у Бурцева, очевидно, по старому стилю. В других справочных источниках встречаются иные даты рождений для отдельных лиц.
Другой список пассажиров «пломбированного вагона» был составлен шведской полицией и приведён в книге Ханса Бьёркегрена «Скандинавский транзит». Он совпадает со списком Бурцева, за исключением незначительных различий. Так, в шведском списке вместо «Абрамович, Мая Зеликовна» значится «Абрамович, Шая Зеликович», а вместо «Пейнесон, Семён Гершович» значится «Шейнесон, Семён Гершович». Кроме того, в шведском списке присутствуют Карл Собельсон (Радек), который остался в Стокгольме и Фриц Платтен, которого не пропустили через российскую границу.

## Прибытие Ленина в Россию
Ленин прибыл в Петроград на Финляндский вокзал вечером 3 (16) апреля.
12 (25) апреля Ленин телеграфирует Ганецкому и Радеку в Стокгольм просьбу о высылке денег: «Дорогие друзья! До сих пор ничего, ровно ничего: ни писем, ни пакетов, ни денег от Вас не получили». 10 дней спустя он уже пишет Ганецкому: «Деньги (две тыс.) от Козловского получены. Пакеты до сих пор не получены… С курьерами дело наладить нелегко, но все же примем все меры. Сейчас едет специальный человек для организации всего дела. Надеемся, ему удастся все наладить».
Сразу же по приезде в Россию, 4 (17) апреля, Ленин выступил со знаменитыми «Апрельскими тезисами», направленными против Временного правительства и «революционного оборончества». В первом же тезисе война со стороны «Львова и Ко» характеризовалась как по-прежнему «грабительская, империалистическая»; содержались призывы «организации широкой пропаганды этого взгляда в действующей армии» и братаний. Далее содержалось требование перехода власти в руки советов с последующим «устранением армии, чиновничества, полиции».
На следующий день после публикации «Тезисов» в «Правде», 8 (21) апреля, один из руководителей немецкой разведки в Стокгольме телеграфировал в МИД в Берлин: «Приезд Ленина в Россию успешен. Он работает совершенно так, как мы этого хотели бы». Впоследствии генерал Эрих Людендорф писал в своих мемуарах: «Посылая Ленина в Россию, наше правительство принимало на себя особую ответственность. С военной точки зрения это предприятие было оправдано, Россию нужно было повалить».
Опубликованы документы о поддержке большевистской революции немецкими властями.

## Доводы противников версии «немецкого золота»
Со своей стороны противники версии «немецкого золота» указывают, что Парвус не был посредником в переговорах о проезде российских политэмигрантов через Германию, а от посредничества Карла Моора и Роберта Гримма, вполне обоснованно заподозрив в них германских агентов, эмигранты отказались, предоставив вести переговоры Фрицу Платтену. Когда же в Стокгольме Парвус попытался встретиться с Лениным, тот категорически отказался от этой встречи. Далее, по их мнению, никаких политических обязательств, эмигранты, проехавшие через Германию, на себя не брали, кроме одного — агитировать за пропуск в Германию из России интернированных немцев, равных по числу проехавших через Германию эмигрантов. И инициатива в этом обязательстве исходила от самих политэмигрантов, поскольку Ленин категорически отказывался ехать просто по разрешению берлинского правительства.
Кроме того, сторонники версии «немецкого золота» тенденциозно нарушают хронологию событий, на что указывает, в частности Геннадий Соболев: забывают упомянуть о том, что идея проезда через Германию принадлежала Парвусу, а никак не связанному с ним Ю. О. Мартову, была высказана на собрании эмигрантов в Берне в то время, когда Парвус ещё не задумывался над тем, какие проблемы с получением виз в странах Антанты могут возникнуть у противников войны. Забывают упомянуть и о том, что эмигранты с самого начала стремились действовать открыто и легально — через Комитет по возвращению русских эмигрантов на родину (этот Комитет вообще не упоминается).
Другой довод — традиционное замалчивание сторонниками версии того факта, что пломбированный вагон, в котором вернулась в Россию группа эмигрантов во главе с Лениным, не был единственным. В мае 1917 г. тем же путём проследовала значительная группа меньшевиков-интернационалистов, эсеров и нефракционных социал-демократов во главе с Ю. О. Мартовым, Павлом Аксельродом и Анатолием Луначарским (в то время ещё не большевиком). Отказавшись поначалу ехать через Германию без официального разрешения Петроградского совета, застрявшие в Швейцарии эмигранты в итоге выбрали именно этот путь — за отсутствием иного, как утверждали они в своих телеграммах Петроградскому совету. В переписке эмигрантов фигурирует «чёрный список наиболее опасных пацифистов» , для которых проезд через страны Антанты был закрыт. В нём значились не только соредакторы большевистского «Социал-демократа», Ленин и Зиновьев, но и все бывшие сотрудники газеты «Наше слово» во главе с Троцким и Мартовым. Первым «звонком» стал арест в Великобритании умеренного интернационалиста, лидера эсеров Виктора Чернова, — собственно, его арест и побудил Ленина принять предложение Платтена. По требованию Временного правительства, на которое давил Петроградский совет, Чернов был скоро освобождён; но за этим последовал арест Льва Троцкого английскими властями в Канаде, и ждать его освобождения из английского концлагеря пришлось намного дольше.
Не добившись официального разрешения Петроградского совета и ощутив себя «нежелательными эмигрантами», меньшевики и эсеры проехали через Германию без разрешения. И если сам факт проезда призван доказать связь с германским Генштабом, придётся признать, что с ним были также связаны и меньшевики, и эсеры.
Замалчивается и тот факт, что на обвинения в связях с германским Генштабом в годы Первой мировой войны вообще не скупились и никаких доказательств они не требовали. «Шпиономания» началась с первыми поражениями русской армии, и до 1917 года обвинения в измене и тайных сношениях с Германией предъявлялись членам императорской семьи и военным министрам; в 1917 году сторонники лозунга «война до победного конца» предъявляли подобные обвинения практически всем противникам войны (бывшим таковыми с самого 1914 года). В частности, Николай Суханов, который всю войну провёл в России, свидетельствует:
Кроме большевиков, все сколько-нибудь заметные интернационалисты прямо или косвенно обвинялись в услужении немцам или в сношениях с германскими властями. Я лично стал излюбленной мишенью „Речи“ и назывался ею не иначе как с эпитетом: „любезный немецкому сердцу“ или „столь высоко ценимый немцами“. Чуть ли не ежедневно я стал получать письма из столицы, провинции и армии; в одних были увещания или издевательства, в других — вопросы: „Говори, сколько взял?“.
Жертвой таких обвинений в июле 1917 г. стал, например, Виктор Чернов, хотя в Россию он возвращался из Франции, соответственно, через союзную Англию. Когда же возмущённое руководство партии эсеров предъявило Временному правительству ультиматум, все обвинения тотчас оказались «недоразумением». В шпионаже в пользу Германии был обвинён и Лев Троцкий, причём единственным аргументом обвинения оказался его проезд через Германию, — хотя ни для кого не было секретом, что Троцкий в Россию возвращался из США и через Германию проехать не мог при всем желании (в итоге Александру Керенскому пришлось отстранить от дела оскандалившегося прокурора).
Наконец, противники версии обвиняют своих оппонентов в некритическом и откровенно одностороннем подборе источников; в частности, сомнения вызывает и подлинность документов, которыми оперируют сторонники версии «немецкого золота», поскольку многие из них сторонниками революции считаются фальшивками.

## Другие пути проезда эмигрантов-революционеров
Проезд революционеров по железной дороге через Германию наиболее известен, так как этим путём следовал Ленин. Однако большинство политических эмигрантов приехало в Россию после Февральской революции не через Германию, а через Англию, откуда они отправлялись в Россию в Архангельск, Мурманск или через Скандинавию морским путём. Из-за опасности от немецких подводных лодок пассажирские пароходы следовали под охраной военных кораблей британского флота и все перевозки контролировались британским адмиралтейством, министерством иностранных дел и полицией. При этом далеко не все эмигранты физически могли воспользоваться таким путём, так как английское правительство рассматривало дело каждого индивидуально, и Ленин, например, на такой вариант рассчитывать не мог.
Большую помощь приезду революционеров в Россию оказывало само Временное правительство. По его приказу российским посольствам были выделены крупные денежные фонды для оплаты проезда и других нужд эмигрантов. Однако великодушие правительства распространялось лишь на сторонников «войны до победного конца»; по поводу противников войны Н. Н. Суханов пишет:
С начала революции прошло уже больше двух месяцев, но путь в Россию „нежелательным эмигрантам“ был всё ещё закрыт. Наша революционная власть до сих пор не умела и не хотела добиться свободного пропуска русских интернационалистов через союзные страны.

## Фильмы
- 1988 — двухсерийный телевизионный художественный фильм Дамиано Дамиани «Ленин. Поезд».
- 1997 — «Все мои Ленины»[англ.]. Художественный фильм Харди Волмера. Производство Faama Film company и Ленфильм.
- 2014 — Кто заплатил Ленину? Тайна века. Документальный фильм (Россия-1, 25.01.2014)
- 2017 — «Демон революции» («Меморандум Парвуса») — российский многосерийный телефильм. Режиссёр Владимир Хотиненко.
- 2017 — (выпущен до конца в 2019) — телесериал «Крылья империи».